# Stockem (Rhénanie-Palatinat)
Pour les articles homonymes, voir Stockem.
Stockem est une municipalité allemande située dans le land de Rhénanie-Palatinat et l'arrondissement d'Eifel-Bitburg-Prüm.